# Villa tomentosa
Villa tomentosa är en tvåvingeart som beskrevs av Becker 1916. Villa tomentosa ingår i släktet Villa och familjen svävflugor. Inga underarter finns listade i Catalogue of Life.